# Reinaldo Gorno
Reinaldo Berto Gorno, referido también Reynaldo Berto Gorno (Yapeyú, 18 de julio de 1918 - Quilmes, 10 de abril de 1994) fue un atleta argentino, especialista en carreras de larga distancia, ganador de la medalla de plata en la maratón de los Juegos Olímpicos de Helsinki 1952.

## Biografía

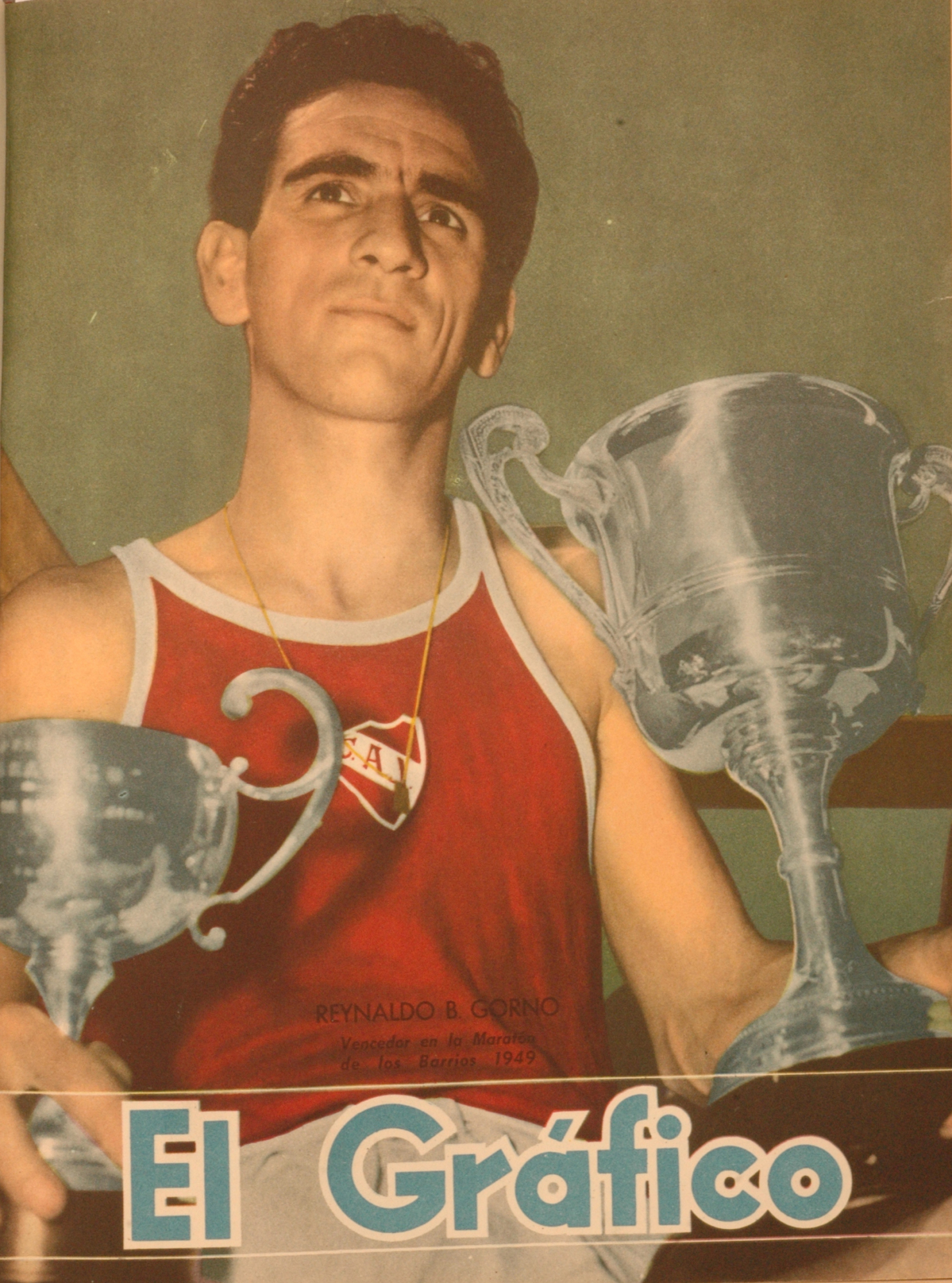
Reynaldo B. Gorno en 1949.

A los 22 años, en 1941, ganó la medalla de plata en el Campeonato Sudamericano en la prueba de 10000 metros. En el Campeonato Sudamericano de 1945, ganó la medalla de oro en el cross country y repitió la de plata en 10000 metros.
En el Campeonato Sudamericano de 1952, ganó la medalla de plata en la media maratón; la de oro la obtuvo Delfo Cabrera, quien había ganado la maratón olímpica en los Juegos Olímpicos de Londres 1948. 
Ambos representantes fueron deportistas del Club Atlético San Lorenzo de Almagro.

## Medalla de plata de 1952
En los Juegos Olímpicos de Helsinki 1952, Reinaldo Gorno, con 33 años, ganó la medalla de plata en la maratón, detrás de uno de los más grandes atletas de todos los tiempos, el checoeslovaco Emil Zátopek. En la misma prueba Delfo Cabrera obtendría diploma olímpico al salir sexto. 
Zátopek había sido la estrella de los juegos, ganando la medalla de oro en 5000 y 10000 metros, repitiendo en esta última prueba el oro obtenido en Londres 1948, pero nunca había corrido la maratón. El favorito indiscutido era sin embargo, el británico Jim Peters, quien un mes antes había establecido el récord mundial en 2-20:42.2, en ocasión de la maratón Windsor-Chiswick. Por otra parte, había que prestar atención al argentino Delfo Cabrera, último campeón olímpico, aunque luego se sabría que participó en malas condiciones físicas debido a una fuerte afección hepática.
La carrera se realizó el 27 de julio de 1952. Pocas horas antes, la noche anterior, en la Argentina había muerto Eva Perón. Gorno y Cabrera, ambos simpatizantes peronistas, mencionaron la gran tristeza que el hecho les produjo, afectando su descanso y la concentración, pero este último dijo también que fue el recuerdo de Evita lo que le dio fuerzas para no abandonar y superar el dolor hepático que lo afectó toda la carrera.

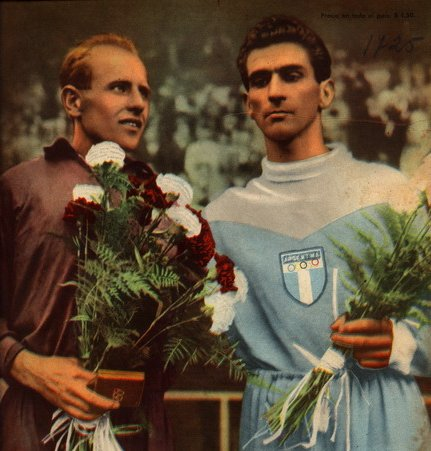
Emil Zátopek y Reinaldo Gorno en la premiación olímpica luego de la maratón de 1952.

La maratón fue a la vez extraña y emocionante. Zátopek, quien nunca había corrido una maratón y desconocía los tiempos, pausas y velocidades propias de la prueba, había decidido hacer lo mismo que Jim Peters. Pero Peters le impuso a su paso, un ritmo excesivamente veloz, que lo mantuvo al frente, pero minaría decisivamente su integridad física, hacía la mitad de la carrera. A su vez, el sueco Gustaf Jansson, se había propuesto no perderle pisada a Zátopek. Aproximadamente en el kilómetro 15, Zátopek y Jansson alcanzaron a Peters, y los tres corrieron juntos unos tres kilómetros. En ese momento el checoeslovaco consulta con el británico, que se encontraba extenuado, si el ritmo que llevaban no era demasiado exigido, y éste le contesta que, por el contrario, era demasiado lento. El "consejo" del británico, llevó entonces a Zátopek a acelerar aún más su marcha, acompañado siempre por Jansson, dejando atrás a Peters. Un poco más atrás venían el argentino Reinaldo Gorno, el coreano Choi Yun-Chil, el finlandés Veikko Karvonen y el argentino Delfo Cabrera.
A la mitad de la carrera, al dar la vuelta hacia el estadio, Zátopek y Jansson lideraban con gran ventaja sobre el resto. Faltando cuatro kilómetros Peters debió abandonar completamente agotado y acalambrado, pasando Gorno al tercer lugar, pero muy alejado de los dos punteros. Pero faltando un kilómetro es Jansson el que no puede mantener el paso, y Gorno lo supera, hasta finalizar segundo, a más de 2 minutos y medio de Zátopek y con una ventaja de 32 segundos sobre Jansson. Poco después llegaron Choi Yun-Chil, Veikko Karvonen y Delfo Cabrera, separados por apenas seis segundos, los tres con diploma olímpico. Zátopek esperó a Gorno en la llegada, para felicitarlo y compartir con él una naranja.
| Maratón: posiciones finales                     | Maratón: posiciones finales | Maratón: posiciones finales | Maratón: posiciones finales | Maratón: posiciones finales |
|                                                 | Deportista                  | País                        | Tiempo                      |                             |
| ----------------------------------------------- | --------------------------- | --------------------------- | --------------------------- | --------------------------- |
| 1                                               | Emil Zátopek                | Checoslovaquia              | 2-23:03.2 (RO)              |                             |
| 2                                               | Reinaldo Gorno              | Argentina                   | 2-25:35.0                   |                             |
| 3                                               | Gustaf Jansson              | Suecia                      | 2-26:07.0                   |                             |
| 4                                               | Choi Yun-Chil               | Corea del Sur               | 2-26:36.0                   |                             |
| 5                                               | Veikko Karvonen             | Finlandia                   | 2-26:41.8                   |                             |
| 6                                               | Delfo Cabrera               | Argentina                   | 2-26:42.4                   |                             |
| Fuente: Resultados olímpicos. Sports Reference. |                             |                             |                             |                             |

## Luego de la medalla olímpica
Después de obtener la medalla de plata en Helsinki 1952, Reinaldo ganó la maratón de Enschede en 1954 y la de Nakamura (Japón) en 1955. Ya retirado del deporte activo, Reinaldo se desempeñó como empleado público en la municipalidad de Quilmes. En 1994, mientras se encontraba trabajando en el campo polideportivo de Quilmes, sufrió un asalto en el que uno de los delincuentes realizó un disparo con fines intimidatorios que rebotó en una puerta para posteriormente impactar en el cuerpo de Gorno, hiriéndolo gravemente. Reinaldo fallecería el 14 de abril de 1994, después de cinco intervenciones quirúrgicas.

## Memoria
El campo polideportivo que Reinaldo Gorno atendía cuando sufrió el ataque que llevó a su asesinato, lleva su nombre.